# Yeni Dashkend
Yenidashkend (azerbajdzjanska: Yeni Daşkənd) är en ort i Azerbajdzjan.   Den ligger i distriktet Bərdə Rayonu, i den centrala delen av landet, 240 km väster om huvudstaden Baku. Yenidashkend ligger 137 meter över havet och antalet invånare är 2 220.
Terrängen runt Yenidashkend är platt. Runt Yenidashkend är det ganska tätbefolkat, med 134 invånare per kvadratkilometer.. Närmaste större samhälle är Barda, 7,6 km öster om Yenidashkend.
Trakten runt Yenidashkend består till största delen av jordbruksmark.